# Cor van der Laak
Cor van der Laak was een typetje gespeeld door Kees van Kooten van het duo Koot en Bie, vooral in de eerste helft van de jaren 80.
Het was een driftig mannetje dat altijd zijn gelijk probeerde te krijgen en in de clinch lag met de oude AVRO, de NS en de rest van Nederland. Vrijwel elke sketch waarin hij voorkwam opende hij met: Mijn naam is Cor van der Laak, en wel hierom:... Cor van der Laak was een krities AVRO-lid (een term die op den duur synoniem werd voor zeurderige burgermannetjes). De grap hiervan was dat de AVRO begin jaren 80 helemaal niet bekendstond als een kritische omroep. Bij de NS wilde Cor wel 1e klas reizen maar er niet voor betalen: derhalve nam hij in een koffer spullen mee waarmee hij zelf zijn tweedeklascoupé veranderde in een eersteklascoupé. Ook had hij de Corvector uitgevonden (een allesdoener) en die genoemd naar hemzelf. 
Zijn vrouw heette Cock en werd gespeeld door Barbara van Kooten, de vrouw van Kees. Hun puberzoon Ab werd gespeeld door Wim de Bie. Ab is een werkloze schoolverlater, die in vrijwel al zijn doen en laten door Cor wordt becommentarieerd, of zelfs afgekraakt. Moeder en zoon ergeren zich overduidelijk aan de bemoeizucht en het gezeur van hun vader, maar slagen er vrijwel nooit in om hem van zijn ongelijk te overtuigen. Met een fel Hou je d'r buiten Cock! kapte Cor zijn vrouw vaak af.
In 1978 kwam het typetje Cor van der Laak voor het eerst voor toen hij werd geïnterviewd door Wim de Bie van het Simplisties Verbond. Volgens dat interview was hij woonachtig in Woerden. Later bleek hij echter in de Haagse Bloemenbuurt te wonen. In de loop van dat jaar verscheen hij nog enkele keren. In deze eerste sketches zag Cor er nog iets anders uit: hij droeg een stropdas in plaats van een vlinderdas, en had krullend haar, in plaats van de scheiding die hij later kreeg. Zijn vrouw Cock had een steil zwart kapsel en zijn zoon Ab werd datzelfde jaar nog geïntroduceerd, al werd de naam nog als "Ap" gespeld.
In 1979 verscheen Cor als vast personage in de nieuwe show Op hun pik getrapt, waarbij ook zijn vrouw Cock geïntroduceerd werd. Van Ab werd dat hele seizoen niets vernomen. Vanaf het daaropvolgende jaar, toen de show was omgedoopt tot Koot en Bie verscheen Ab ook weer regelmatig ten tonele.
In de uitzending van 25 oktober 1981 zegde Cor zijn lidmaatschap bij de AVRO op uit onvrede met de omroep, onder meer door de dubbelzinnigheid in de televisiequiz Babbelonië. Cor richtte zijn eigen (piraten)omroep op: de Nieuwe AVRO (Algemene van der Laak Radio Omroep). Cor was de voorzitter, Cock de omroepster en Ab de cameraman. De Nieuwe AVRO was alleen in de Haagse Bloemenbuurt te ontvangen. In de uitzending van 9 mei 1982 werd de Nieuwe AVRO door gebrek aan belangstelling weer opgeheven. Nadien verscheen de familie Van der Laak minder vaak in de programma's van Van Kooten en De Bie. Het laatste optreden was in 1987, toen Ab multimiljonair was geworden, en Cor in zijn kantoor als portier werkte. Al eerder was Ab wereldkampioen boter-kaas-en-eieren. In de jaren 90 kwam de familie niet meer in nieuwe filmpjes voor.
Cor van der Laak kwam ook weleens in aanraking met andere typetjes van Van Kooten en De Bie, maar dit leidde meestal tot heftige botsingen. In de uitzending van 10 februari 1980 bleek Cor behandeld te zijn geweest met "zoetstofwisselingstherapie", een alternatieve geneeswijze die vanuit een privékliniek werd gegeven door de heren Jacobse en Van Es. Daar de behandeling met rozebotteljam geen effect had gehad, maar zijn klachten werden genegeerd, gooide Cor met de jampot een raam van de kliniek in, tot woede van Van Es. Opvallend genoeg raakte Cor van der Laak juist niet in conflict met de voormalige Duitse leraar Otto den Beste, die het juist met hem eens bleek.
Op de vierde langspeelplaat van het Simplisties Verbond, getiteld Op Hun Pik Getrapt, waren Cor en Cock met alle andere vaste personages uit het gelijknamige tv-seizoen te gast in een paneldiscussie. Cor ging echter ver over zijn spreektijd heen, en liep halverwege kant 2 boos weg omdat hij zich ergerde aan het onfatsoen van Jacobse en Van Es (die vervolgens de andere panelleden ook wegjoegen), en zich beledigd voelde over een ongelukkige uitspraak van Koot.
In de dvd-reeks Ons kijkt ons verscheen als deel 6 Van die dingen ja, van die dingen over Cor van der Laak, zijn vrouw en zijn zoon.
Uit de sketch "Sinterklaas van der Laak" blijkt tijdens het opmaken van een proces verbaal, dat Cor geboren is op 13 september 1925.